# Отклонение в сторону статус-кво
Отклонение в сторону статус-кво — одно из когнитивных искажений, выражающееся в тенденции людей желать, чтобы вещи оставались приблизительно теми же самыми, то есть сохраняли статус-кво. Эффект возникает из-за того, что ущерб от потери статус-кво воспринимается как больший, чем потенциальная выгода при его смене на альтернативный вариант.

## История исследования
Феномен был продемонстрирован в исследовании 1988 года. В одном из серии исследований испытуемых разделили на две группы и предложили им гипотетический выбор. Первой группе предложили следующую ситуацию: «Вы давно и серьёзно следите за рынком ценных бумаг, и до недавнего времени у вас не было средств для вложений. Но пару дней назад вы получили крупную сумму в качестве наследства от дедушки и вы формируете свой портфель. У вас есть выбор для вложений: компания с умеренным риском для вложений, компания с высоким риском для вложений, казначейские векселя и муниципальные облигации.» Второй группе предложили сходную ситуацию, однако в ней уже был определён статус-кво: «… Но пару дней назад вы получили финансовый портфель в качестве наследства от дедушки, большая часть которого состоит из вложений в компанию с умеренным риском для вложений».
В последующих испытаниях были изменены варианты статус-кво и во всех испытаниях вариант статус-кво был самым популярным.
В другой работе 1991 года исследователи провели эксперимент на потребителях электроэнергии в Калифорнии. Потребителям было сказано, что компания проводит сбор мнений по качеству и цене своих услуг и их ответы повлияют на дальнейшую политику компании. Первой группе потребителей с более качественным сервисом было предложено 6 вариантов соотношений цена/качество, один из которых был обозначен как их текущий вариант (статус-кво). Около 60,2 % выбрали текущий вариант как предпочтительный и только 5,7 % выбрали вариант с меньшим качеством услуг, хотя он был на 30 % дешевле. Вторая группа потребителей с менее качественным сервисом также выбрала текущий статус-кво в 58,3 % случаев, и только 5,8 % выбрали вариант с более качественным сервисом, который был дороже на 30 %.

## Предубеждение статус-кво
Статус-кво — это поведенческое состояние, которое заставляет человека оставаться там, где он находится. Эти люди предпочитают, чтобы их вещи, ситуации и условия оставались прежними. По сути, предубеждение статус-кво является более интенсивной версией эффекта привязки.
Люди с предвзятостью статус-кво боятся неизвестного будущего, и они предпочитают не менять обстоятельства, поэтому им не приходится сталкиваться с неизвестным. Известное настоящее дает им чувство комфорта, безопасности и утешения, и им нравится, чтобы вещи оставались такими, какие они есть.
Это поведенческое предубеждение оказывается весьма пагубным, особенно для инвесторов. Инвесторы с предвзятостью статус-кво сопротивляются любым изменениям, даже если в финансовом отношении это является оптимальным. Они имеют склонность соглашаться с нынешней ситуацией и каждый раз принимают одинаковое решение. Например, удерживают текущую позицию и не продают её, несмотря на потери, которые она генерирует.

## Причины предубеждения статус-кво
Основной причиной предубеждения статус-кво является сопротивление изменениям. Многие инвесторы не считают допустимым изменение своих позиций, стратегий и других аспектов. Они не считают нужным прилагать дополнительные усилия для перехода с известной территории на неизвестную.
С другой стороны, помимо когнитивных и эмоциональных причин, у некоторых инвесторов часто есть практические причины оставаться там, где они есть. Изменения в личных финансах и инвестировании связаны с высокими транзакционными издержками, которых можно избежать с помощью статус-кво.
В то же время предубеждение статус-кво также дополняется другими поведенческими предубеждениями, например, неприятие убытков. Инвесторы с предвзятостью неприятия убытков боятся потерять деньги сильнее, чем принять риск для получения дохода. Стремясь предотвратить потери, они предпочитают сохранять свои позиции и инвестиции в том состоянии, в каком они есть. Это делает менее вероятным их расставание со своими инвестициями и, следовательно, сохраняется статус-кво.